# مرسل (آق‌داش)
مرسل (به لاتین: Mürsəl) یک منطقه مسکونی در جمهوری آذربایجان است که در شهرستان آق‌داش واقع شده‌است. مرسل ۱۳۲۲ نفر جمعیت دارد.